# Дабель
Дабель (нім. Dabel) — громада в Німеччині, розташована в землі Мекленбург-Передня Померанія. Входить до складу району Людвігслуст-Пархім. Складова частина об'єднання громад Штернбергер-Зенландшафт.
Площа — 24,72 км2. Населення становить 1371 ос. (станом на 31 грудня 2020).

## Галерея

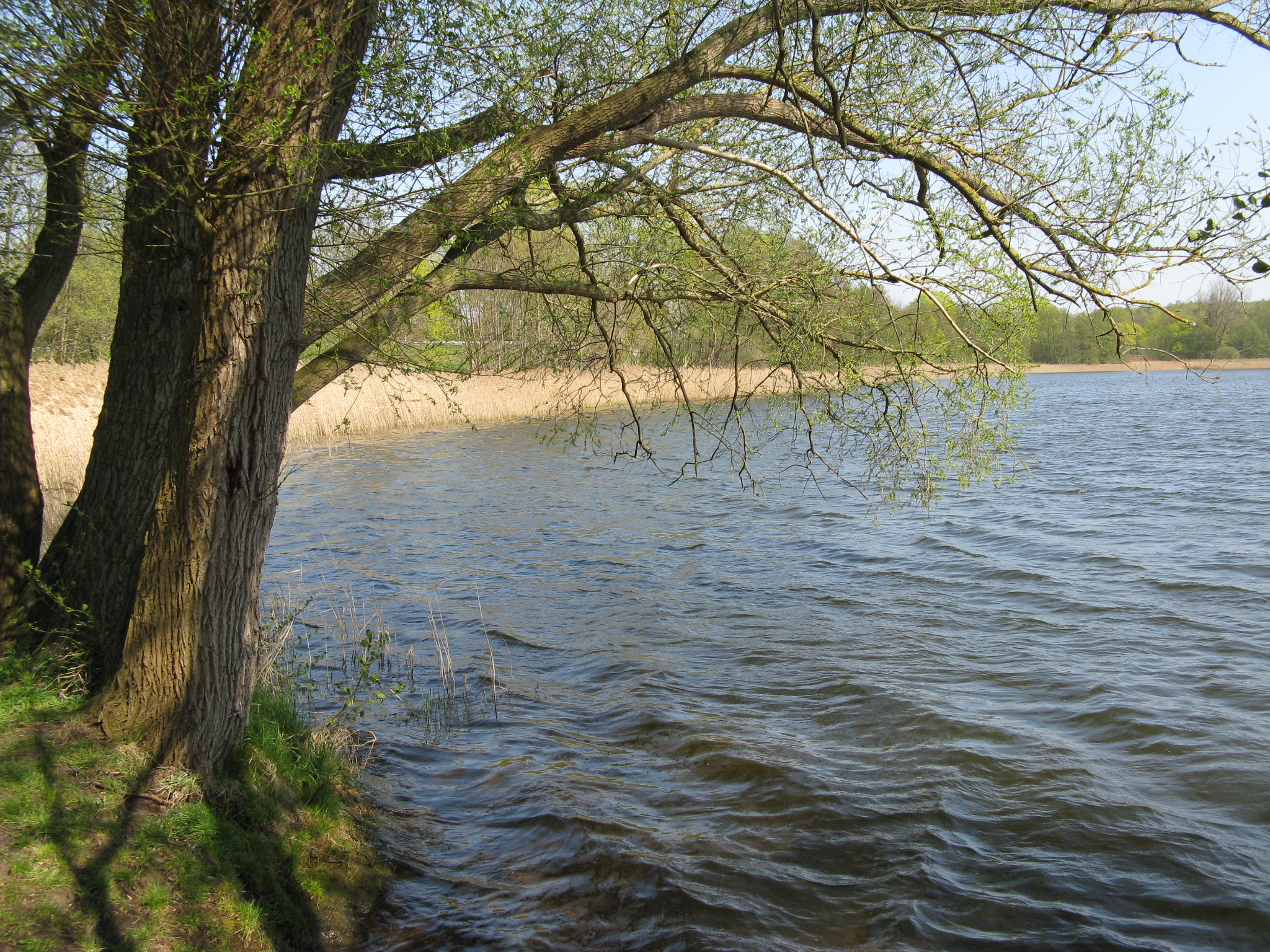